# NGC 7816
NGC 7816 est une galaxie spirale située dans la constellation des Poissons. Sa vitesse par rapport au fond diffus cosmologique est de 4 880 ± 25 km/s, ce qui correspond à une distance de Hubble de 72,0 ± 5,1 Mpc (∼235 millions d'al). NGC 7816 a été découverte par l'astronome germano-britannique William Herschel en 1785. Elle fut également observée par l'astronome britannique John Herschel en 1830.
La classe de luminosité de NGC 7816 est II-III et elle présente une large raie HI. NGC 7816 forme avec NGC 7818 une paire de galaxies. Il pourrait cependant s'agir en réalité d'un double optique.
À ce jour, seule une mesure non basée sur le décalage vers le rouge (redshift) donne une distance d'environ 34,500 Mpc (∼113 millions d'al), ce qui est à l'extérieur des valeurs de la distance de Hubble.

## Propriétés physiques
Une étude faite en 1982 par une équipe de trois astronomes a relevé que la raie à 21 cm de NGC 7816 présente une grande quantité d'hydrogène neutre. L'hydrogène neutre se situe en grande quantité dans le bulbe galactique qui est très homogène. Les étoiles du bulbe galactique ont une vitesse estimée à 200 vitesses solaires, soit 28 000 km/s, ce qui semble montrer que le centre est soumis à l'effet gravitationnel de la matière noire. Une autre étude faite en 2010 a montré que NGC 7816 possède un disque de gaz très lumineux qui entoure le centre galactique, ce disque est particulièrement lumineux dans le domaine infrarouge.

## Supernova
La supernova SN 2017gww a été découverte dans NGC 7816 le 26 septembre 2017 par l'astronome japonais Koichi Itagaki. D'une magnitude apparente de 17,9 au moment de sa découverte, elle était de type II.